# Sonneberg (distrito)
Sonneberg é um distrito (kreis ou landkreis) da Alemanha localizado no estado da Turíngia.

## Cidades e municípios
| Cidades                                                               | Municípios                                 |
| --------------------------------------------------------------------- | ------------------------------------------ |
| 1. Lauscha 2. Neuhaus am Rennweg 3. Schalkau 4. Sonneberg 5. Steinach | 1. Föritztal 2. Frankenblick 3. Goldisthal |